# Glasgow Coma Scale
Glasgow Coma Scale(GCS)（グラスゴー・コーマ・スケール）とは、1974年に英国のグラスゴー大学によって発表された意識障害の分類で、現在世界的に広く使用される評価分類スケールである。日本では主に脳神経外科領域で用いられることが多い。開眼・言語・運動の3分野に分けて記録し、意識状態を記録できる。
しかし、日本では、Japan Coma Scale(JCS)が広く用いられている。

## Glasgow Coma Scale
記述は、「E　点、V　点、M　点、合計　点」と表現される。正常は15点満点で深昏睡は3点。点数は小さいほど重症である。

### 開眼機能(Eye opening)「E」
- 4点：自発的に、またはふつうの呼びかけで開眼
- 3点：強く呼びかけると開眼
- 2点：痛み刺激で開眼
- 1点：痛み刺激でも開眼しない

### 言語機能(Verbal response)「V」
- 5点：見当識が保たれている
- 4点：会話は成立するが見当識が混乱
- 3点：発語はみられるが会話は成立しない
- 2点：意味のない発声
- 1点：発語みられず

なお、挿管などで発声が出来ない場合は「T」と表記する。
扱いは1点と同等である。

### 運動機能(Motor response)「M」
- 6点：命令に従って四肢を動かす
- 5点：痛み刺激に対して手で払いのける
- 4点：指への痛み刺激に対して四肢を引っ込める
- 3点：痛み刺激に対して緩徐な屈曲運動（除皮質姿勢）
- 2点：痛み刺激に対して緩徐な伸展運動（除脳姿勢）
- 1点：運動みられず

日本では、簡便なJapan Coma Scale(JCS)が広く用いられている。